# Gabelbecken
Gabelbecken (englisch cymbal clappers) sind paarweise gegeneinander geschlagene, kleine Becken oder Zimbeln, die an den Enden einer federnden Metallgabel befestigt sind. Das einer Grillzange ähnelnde Perkussionsinstrument wird als Gegenschlagidiophon, auch Klapper, klassifiziert. 
Ab der griechisch-römischen Zeit (Ende 4. Jahrhundert v. Chr.) werden Gabelbecken auf ägyptischen Reliefs dargestellt. Sie lassen sich als Kombination aus Handklappern (krotala) und Handzimbeln (cymbala) vorstellen. Erhaltene altägyptische Gabelbecken aus Bronze haben Durchmesser zwischen sieben und elf Zentimetern.
Im Römischen Reich dienten Gabelbecken zur Begleitung von Tänzen und Pantomimen. Zur Zeit der Sassaniden (3. bis Anfang 7. Jahrhundert) werden in Iran kleine Gabelbecken bei Tanzszenen abgebildet.
Mit den arabischen Eroberungen wurden Gabelbecken nach Europa eingeführt. Gabelbecken mit gewölbten und am Rand gebogenen Tellern aus Gelb- oder Weißmetall kommen im 9. und 10. Jahrhundert in antikisierenden karolingischen Buchmalereien vor. Die relativ genauen Darstellungen lassen darauf schließen, dass diese Form der Gabelbecken im Mittelalter tatsächlich verwendet und nicht nur von antiken Abbildungen übernommen wurde. Der Spieler hielt in jeder Hand ein Gabelbecken am unteren Ende und bewegte beide unabhängig voneinander rhythmisch hin und her, sodass die Becken zusammenschlugen. Im 11. Jahrhundert wurden die Gabelbecken in Europa durch Handglocken ersetzt.
Laut Curt Sachs verwendeten Anfang des 20. Jahrhunderts Bettler in Myanmar ähnliche Gabelbecken gemeinsam mit einer Bambusklapper namens vâ-let-kyot. Diese ist als Vorstufe des Gabelbeckens anzusehen. Solche Bambusklappern sind regional im Malaiischen Archipel, in Polynesien und im nordostindischen Bundesstaat Assam verbreitet, wo sie toka heißen. 
Näher mit den mittelalterlichen Gabelbecken ist die im Nordwesten Indiens und in Pakistan gespielte Metallzange chimta verwandt, die mit einer Reihe von Zimbeln besetzt ist. Ein typisches Gabelbecken ist die in einem Gamelan auf Bali zusammen mit dem kleinen Aufschlagidiophon gumanak und anderen Schlaginstrumenten verwendete kangsi.
In der türkischen Volksmusik sind zilli maşa im vorderen Bereich längs eingeschnittene und seitlich auseinandergebogene Holzkohlezangen, an deren beiden Enden jeweils ein Zimbelpaar befestigt ist.